# Castrillón (Boal)
Castrillón (oficialmente y en eonaviego, Castriyón) es una parroquia del concejo de Boal, en la comarca de Eo-Navia, Principado de Asturias, España.
La parroquia de Castrillón tiene una superficie de 20,04 km², en la que habitan un total de 182 personas (INE, 2013) repartidas entre los 10 pueblos de la parroquia, lo que se corresponde con una densidad de población de 9,08 hab/km². Su código postal es 33727.

## Municipio
Según el nomenclátor de 2023, la parroquia comprende las siguientes entidades de población:
- Castrillón (Castriyón)
- Folgueira Mayor (Folgueiramayor)
- Fuentes Cabadas (Fontescavadas)
- Lendiglesia (Llendigresia)
- Las Mestas (As Mestas)
- El Rebollal
- Reigoto
- La Rondía (A Rondía)
- Sampol
- Sarceda
- Silvón

## Geografía
El Pueblo de Castrillón tiene un total de 39 habitantes (INE, 2013) y se encuentra a una altitud de 210 metros sobre el nivel del mar, en la margen derecha del río Navia. Dista unos 8 kilómetros de la capital del concejo, tomando primero desde ésta la carretera AS-12 en dirección a Grandas de Salime, y desviándose luego, en San Luis, por la AS-35 en dirección a Villayón. 

## Historia
Este pueblo se formó como parroquia independiente el día uno de febrero de 1892.

## Linaje de los Álvarez de Castrillón
La población es el origen de la familia Álvarez de Castrillón, teniendo la primera mención a inicios del siglo XIII y a quienes la tradición oral les asigna ascendencia visigoda. Tuvieron descendientes en el Virreinato de Nueva Granada desde el siglo XVI en adelante donde eran oficiales superiores del ejército real español, entre ellos el capitán Diego Álvarez de Castrillón.[cita requerida]
El historiador y genealogista colombiano Gabriel Arango Mejía en el tomo I de su obra "Genealogías de Antioquia y Caldas". apuntó:
"1. Que nació don Diego en el lugar de Castrillón, concejo de Bual, en Asturias, del matrimonio de don Rodrigo Alvarez de Castrillón, mayorazgo de la noble casa de su apellido, y de doña María Bernaldo de Quirós, perteneciente a las casas de Tineo y Quirós e hija del capitán Juan García de Tineo y de doña Catalina Bernaldo de Quirós, emparentada con numerosos e importantes personajes de su apellido."

## Patrimonio

### Patrimonio religioso
Existen en esta parroquia los siguientes santuarios:
- La Virgen del Carmen, en Castrillón.
- La Virgen de la Soledad, en Sampol.
- San Antonio Abad, en Lendiglesia.
- El Cristo y San Francisco Javier, en Fuentescavadas.

#### Iglesia de Santiago de Castrillón
Según datos del libro Boal y su Concejo, del ilustre boalense que fue Bernardo Acevedo y Huelves (1849-1920), reeditado en 1984:
Referente a la parroquia de Santiago de Castrillón (1898): Al trasladarse a Boal la vieja parroquia de Prelo, nació la hijuela de Santiago de Castrillón, hoy independiente desde el último arreglo. La iglesia está sola, al oeste del pueblo y como la de Boal orientada: es de una sola nave y bastante capaz para las necesidades del servicio parroquial.

#### Cristo de Monaso
Se trata de una robusta cruz de piedra granítica que, sobre sencillo pedestal, se levanta en un monte y que cuenta con una leyenda:

Cuéntase, acerca del origen de esta cruz, que un vecino de Castrillón volvía desde Sarceda a su casa, embriagado. En aquel sitio solitario alzábase entonces una cruz de madera que el borracho deshizo a palos. Al día siguiente, diose cuenta de aquella fechoría y, arrepentido, fue a confesarse, habiéndole mandado el sacerdote levantar en el mismo sitio otra cruz de piedra, tan sólida que no pudiera ser derribada, ni deshecha a palos

### Patrimonio civil

#### Castro de Castrillón
Ya no existía en tiempos de Acebedo y Huelves, pero, gracias a su anterior existencia, sabemos que el pueblo de Castrillón tomó su nombre del castillo que dominaba la ribera derecha del Río Navia, llamado antiguamente Río del Canto. De allí conocemos los restos de un torreón, único resto del antiguo castro, que fue demolido, según A. H., en 1897, para utilizar sus materiales en la construcción de una casa. Se tiene por leyenda que en este castillo se refugiaron los infantes de Carrión.

## Cultura

### La Bruja de Brañavara
Según cuentan los ancianos, vivía no hace mucho tiempo en Sampol, pueblo de la parroquia, una mujer, La Bruja de Brañavara.
Hace años era consultada por gentes sencillas que deseaban saber la suerte que había cabido a algunos deudos o amigos muertos. La espiritista boalesa se tomaba un día para contestar, y la noche intermedia la pasaba fuera de casa.
Si durante la noche había visto el alma por la que se le preguntaba, decía su destino y los sufragios o limosnas que había que hacer para sacarla de penas; si no la había visto, callaba. Explicaba la mujer esta virtud de comunicarse con las almas del otro mundo, por haber el sacerdote que la bautizó usado, por equivocación, estola de difuntos.
Supersticiones o leyendas, comunes en el concejo son las de la existencia de la figura de la Santa Compaña y su famoso dicho que el pueblo pone en boca de las almas errantes: Andar de día que la noche es mía.

## Lugares de interés
- Área Recreativa de Castrillón.
- Bar Castrillón.
- Escudería Castrillón Motor Club.
- Polideportivo.